# Simpang Saga
Simpang Saga is een bestuurslaag in het regentschap Ogan Komering Ulu Selatan van de provincie Zuid-Sumatra, Indonesië. Simpang Saga telt 833 inwoners (volkstelling 2010).